# مجموعة دي فيلدي تشايس
مجموعة دي فيلدي تشايس أو مجموعة الوحوش البرية هي مجموعة نسوية علمانية تأسست على يد عدد من الناشطات المثليات اليهوديات في الولايات المتحدة الأمريكية، ويقع مقرها في مدينة نيويورك.
اتخذت مجموعة دي فيلدي تشايس مواقف معارضة لمعاداة السامية وسياسات الشرق الأوسط، وانتقد أعضاؤها معاداة السامية في الحركات النسوية والمثلية، كما انتقدوا النشطاء المناهضين للصهيونية.

## التاريخ
تأسست مجموعة دي فيلدي تشايس في مدينة نيويورك بالولايات المتحدة الأمريكية عام 1982 على يد عدد من الناشطات النسويات اليهوديات، ومنهم: ميلاني كاي كانترويتز، وأدريان ريتش، وإرينا كليبفيش، وإيفلين بيك، وغلوريا جرينفيلد، وبيرنيس مينيس، ونانسي ك. بيريانو، وآخرين، ويعني اسم المنظمة باللغة اليديشية "مجموعة الوحوش البرية". كان معظم أعضاء مجموعة دي فيلدي تشايس من اليهود الأشكناز، واعتبرت المجموعة أن تحرير المرأة اليهودية يتطلب الإطاحة بالمؤسسات الأبوية داخل المجتمعات اليهودية مع ضرورة تطوير المؤسسات والشركات النسوية اليهودية. أيدت مجموعة دي فيلدي تشايس وجود دولة إسرائيل كدولة يهودية، إلا أنها انتقدت سوء معاملة إسرائيل للفلسطينيين واحتلال إسرائيل للأراضي الفلسطينية، وانحازت لليسار الصهيوني الإسرائيلي. وعلى الرغم من ذلك ظلت المجموعة ترفض اتهام الصهيونية بالعنصرية وفقًا للادعاء القائل بأن غالبية اليهود الإسرائيليين هم أشخاص ملونون، بل على النقيض من ذلك رأت المجموعة أن معاداة الصهيونية ما هي إلا ستار تختفي وراءه معاداة السامية.
أوقفت مجموعة دي فيلدي تشايس نشاطها في عام 1983، بينما واصلت ميلاني كاي كانترويتز ونشطاء آخرون العمل في الدوائر اليسارية اليهودية والدعوة للتضامن مع الفلسطينيين وانتقاد سياسات الحكومة الإسرائيلية.

## التأثير الثقافي
خصّصت الناشطة الحقوقية الأمريكية جويس أنتلر في كتابها الذي حمل عنوان "النسوية اليهودية الراديكالية: أصوات من حركة تحرير المرأة" فصلًا كاملًا للحديث عن مجموعة دي فيلدي تشايس. تضمن الفصل مجموعة مقالات مختارة للناشطات النسويات اليهوديات اللائي كن عضوات في مجموعة دي فيلدي تشايس في عام 1982. في أحد هذه المقاقلات أعربت إيرينا كليبفيس، إحدى العضوات الأوائل في مجموعة دي فيلدي تشايس، عن إحراجها بسبب مشاركتها في المجموعة معتبرةً أن المجموعات النسوية اليهودية الأخرى مثل لجنة المرأة اليهودية لإنهاء احتلال الضفة الغربية كانت أكثر نجاحًا على الرغم من كونها أقل شهرة من مجموعة دي فيلدي تشايس.